# Комната Марии
Ко́мната Мари́и (англ. Mary's Room) — мысленный эксперимент в философии сознания, предложенный Фрэнком Джексоном в статье «Epiphenomenal Qualia» (1982) и расширенный в статье «What Mary didn’t know» (1986). Этот эксперимент является аргументом против физикализма — взгляда, согласно которому всё во Вселенной, включая ментальное, имеет исключительно физическую природу.

## Предпосылки
Мысленный эксперимент Ф. Джексона не был полностью новой идеей, похожие аргументы высказывали и обсуждали с середины XVIII века. Джон Локк поставил вопрос сенсуалистической гносеологии о характере первоначального зрительного восприятия вещей прозревшим после операции слепорождённым с катарактой, что было проверено опытами. Чарли Брод в своей работе 1925 года предлагал представить архангела, который бы обладал безграничными математическими и логическими способностями и мог напрямую наблюдать атомную структуру веществ. Такой архангел смог бы предсказать химические свойства любого вещества: например, он мог бы предсказать, что аммиак является бесцветным газом, растворимым в воде. Однако, по мнению Брода, он бы не смог предсказать, каким будет его запах для человека, даже зная, как он повлияет на рецепторы в носу и какие нейроны будут задействованы в человеческом мозге.
Герберт Фейгл в своей работе 1958 года также высказывал похожую идею. Фейгл описывал марсиан, которые изучают человеческое поведение, однако все чувства и ощущения землян им чужды. Марсиане могли бы предсказать реакцию людей на шутки или их поведение во время поминок, но они не могли бы обладать знанием о том, что чувствуют земляне в этих ситуациях. Иными словами, они никогда не смогли бы получить информацию о таких квалиа, как эмпатия.
В 1974 году Томас Нагель в статье «Каково быть летучей мышью?» высказывал мысль о том, что о некоторых фактах можно узнать только с помощью субъективного опыта. Нагель приводит пример с эхолокацией у летучих мышей: хотя мы можем знать все объективные данные о том, как работает эхолокация, какие органы чувств и нейронные связи задействованы у этих животных во время использования эхолокации, по мнению Нагеля, мы никогда не сможем понять, каково это — воспринимать реальность через эхолокацию.

## Мысленный эксперимент
Эксперимент был опубликован в 1982 году в статье «Epiphenomenal Qualia» журнала «The Philosophical Quarterly». В этой статье Ф. Джексон предлагает представить читателю учёную, исследовательницу цвета Марию. Мария изучала нейрофизиологию цвета всю жизнь, находясь в чёрно-белой комнате, через чёрно-белый монитор. При этом Мария изучила цвет настолько хорошо, что знает о цвете всю информацию, какую только можно получить. Она знает длины волн всех цветов, знает, какие именно нейроны передают сигнал от сетчатки глаза к мозгу и что происходит в это время в самом мозге. Джексон спрашивает, что же произойдёт, если мы выпустим Марию из её черно-белой комнаты в реальный мир, узнает ли она что-нибудь новое.

## Следствия
Существует два следствия в зависимости от того, узнает ли Мария что-либо, впервые испытав цвет: существование квалии и аргумент против физикализма.
Аргумент заключается в том, что если Мария узнает что-либо новое из опыта непосредственного восприятия цвета, то физикализм ложен. В частности, этот аргумент является критикой утверждения физикалистов о полноте физических объяснений ментальных состояний. Мария может знать всё о науке восприятия цвета, но может ли она знать, каков опыт красного, если она никогда не видела красного? Джексон считает, что Мария узнает что-то новое, впервые испытав цвет, и, таким образом, физикализм ложен.
Следует также понимать, что в статье Джексона под физикализмом понимается эпистемологическая доктрина о том, что любое знание является знанием о физических фактах, а не метафизическая доктрина о том, что всё имеет физическую природу.

## Критика аргумента

### Рамачандран и Хаббард
Вилейанур Рамачандран и Эдвард Хаббард считают, что когда она в первый раз увидит красное яблоко, то существует три возможных сценария:
1. Мария скажет, что видит только серый цвет;
2. Она испытает «вау-эффект» от субъективного восприятия цвета в первый раз;
3. Она испытает слепоту невнимания. В этом случае она может сказать, что не видит разницы между красным яблоком и яблоком, покрашенным в серый цвет, но когда её попросят указать на красное яблоко, она это сделает.

Они поясняют: «Какой из этих сценариев действительно произойдет? Мы считаем, что можем получить ответ от синестета, страдающего дальтонизмом. Также как и теоретическая Мария, синестет-дальтоник не может отличать определённые оттенки вследствие нарушенных рецепторов. Однако когда он смотрит на цифры, его синестезия позволяет ему ощущать цвета, которые он никогда не видел в реальном мире. Он называет их „марсианскими цветами“. Тот факт, что его цветовые клетки в мозгу могут активироваться, может помочь нам ответить на этот философский вопрос: мы полагаем, что то же самое произойдет и с Марией».

### Дэниел Деннет
Дэниел Деннет считает, что Мария не узнает ничего нового, если выйдет из своей чёрно-белой комнаты. Деннет утверждает, что если бы Мария действительно знала всё о цвете, то её знание включало бы также и глубокое понимание того, как люди ощущают «квалию» цвета. Более того, такое знание включало бы и функциональную способность отличать красный цвет от других цветов. Таким образом, Мария уже знала бы, что именно ожидать до того, как она покинула бы комнату. Деннет считает, что функциональное знание идентично опыту, и не существует какой-либо невыразимой квалии.